# 欧仁·普贝勒
欧仁-勒内·普贝勒（法語：Eugène-René Poubelle，發音：[øʒɛn ʁəne pubɛl]；1831年4月15日—1907年7月15日）是一位法国律师和外交官，他将垃圾桶引入巴黎并强制當地人使用，以至于當時普贝勒這個姓氏成為法語垃圾箱（la poubelle）的代名词。